# Szent György-templom (Sztrigyszentgyörgy)
A sztrigyszentgyörgyi Szent György-templom műemlékké nyilvánított épület Romániában, Hunyad megyében. A romániai műemlékek jegyzékében a  HD-II-m-A-03454 sorszámon szerepel.